# Інститут Україніки
«Інститу́т Украї́ніки» — міжнародна громадська організація, що досліджує історію культури України. Заснована Олексієм Лазько та Іриною Довгалюк у 2008 році у місті Дніпро.

## Програма
Сформувати на регіональному та національному рівнях громадську свідомість, що ґрунтуватиметься на етнопсихологічних і культурних цінностях українського народу. Саме ці цінності мають стати передумовами відродження національної трудової, економічної та політичної етики суспільних відносин.

## Діяльність організації
Завдяки підтримці благодійного фонду Олексія Лазька Інститутом були зібрані історико-культурні матеріали, що знайшли відображення у наступних виданнях:
- «Хроніка-2000» — культурологічний альманах у двох томах, присвячений культурі та історії Придніпров'я.
- «Палімпсест» — колективна монографія, присвячена історії Дніпропетровська.
- «Павлоградське повстання 1930 р. Документи і матеріали». Збірник, у якому вперше в українській історіографії досліджується антирадянське повстання селян 1930 р. на Дніпропетровщині. Спогади очевидців та їхніх нащадків.
- «Оріхівська справа. 1932». Збірник документів і матеріалів найрезонансніших справ, які були інспіровані радянським керівництвом на початку 1930-х років на території сучасної Запорізької області.
- «Дмитро Яворницький та його родовід». Репрезентовані в книзі документи є цінним джерелом для висвітлення невідомих сторінок в біографії Д. Яворницького.
- Серія брошур «Дніпропетровськ — виміри історичної долі», «Український дім» добродія Хрінникова, «Символ єднання та волі українського люду. Адріан Феофанович Кащенко». Видання ілюстровані рідкісними фотографіями.
- Колекція листівок «Катеринослав — Дніпропетровськ 100 років потому».

## Проєкти

### Єдність у різномаїтті
Збереження культурної, релігійної, національної спадщини українського народу, підтримка культурної самобутності національних общин, що проживають на території України, формування на цій основі правової держави, цивілізованого суспільства.
| Громада         | Організація                                                                              |
| --------------- | ---------------------------------------------------------------------------------------- |
| Польська        | Дніпропетровська громадська організація "Спілка поляків "Огніско"                        |
| Грузинська      | Дніпропетровський обласний центр грузинської культури "Сакартвело"                       |
| Німецька        | Дніпропетровська обласна громада німців "Відергебурт"                                    |
| Литовська       | Громадська організація "Литовський культурно-діловий центр "Гінтарас"                    |
| Грецька         | Дніпропетровське обласне товариство греків "Патріда"                                     |
| Грецька         | Дніпропетровське обласне товариство греків "Елефтерія"                                   |
| Азербайджанська | Регіональна організація Конгресу Азербайджанців України Дніпропетровської області        |
| Казахська       | Дніпропетровська обласна громадська організація "Казахстанський культурний центр "Адал"  |
| Білоруська      | Регіональне громадське об'єднання Дніпропетровської області "Білоруси Придніпров'я"      |
| Вірменська      | Вірменський культурний центр "Оджах"                                                     |
| Вірменська      | Дніпропетровське обласне товариство вірменської культури ім. Григора Лусаворича          |
| Єврейська       | Дніпропетровська обласна єврейська громада                                               |
| Корейська       | Дніпропетровська громадська організація "Корейське товариство "Асадаль"                  |
| Ромська         | Дніпропетровське романське національно-культурне товариство "Романо Кхам"                |
| Російська       | Дніпропетровське відділення Всеукраїнської громадської організації "Руський рух України" |
| Молдовська      | Молдовська громада "Весна Молдови"                                                       |

### Місто та час
Роль міст у житті соціуму важко переоцінити, і урбанізаційний процес можна розглядати як своєрідний синонім цивілізаційного поступу. Міста були і є результатом розвитку творчих сил суспільств. Вони завжди були акумуляторами і позитиву, і негативу. Сучасний стан вивчення ролі міст в історії України ще далекий від досконалості. У Придніпров’ї, де, шириться зацікавленість минулим, ще й досі немає жодного міста, чия б історія становила складову частину його іміджу. Ця проблема постає серед найбільш актуальних.

#### Пам’ять: події та персоналії
Проєкт займається персоніфікацією міської історії, яка спрямована не лише на розвиток біографічного жанру, але й на поліпшення історичного клімату міста і посилення ролі історії в його повсякденному бутті.
Для кожної людини рідне місто може бути ніби альбом великої родини. Повернення до «сімейних альбомів міст» втрачених фото, вшановуючи тих особистостей, які були несправедливо викреслені з народної пам’яті.
Для цього на будинках Дніпропетровська встановлюватимуться меморіальні дошки, що нагадуватимуть жителям міста про тих людей, які зробили вагомий внесок в економічний та духовний розвиток рідного краю.
| Дата встановлення    | Прізвище                                     | Адреса                 | Фото |
| -------------------- | -------------------------------------------- | ---------------------- | ---- |
| 5 вересня 2008 року  | Риндовська Олександра та Понятовський Андрій | На будівлі 33 гімназії |      |
| 19 вересня 2008 року | Акінфієв Іван                                |                        |      |
| 29 жовтня 2008 року  | Кащенко Андріан                              |                        |      |
| 15 серпня 2009 року  | Корж Микита                                  |                        |      |
| 16 лютого 2011 року  | Підмогильний Валеріан                        |                        |      |
| 22 квітня 2011 року  | Скоробогатов Дмитро                          |                        |      |
| 15 вересня 2011 року | Сахненко Данило                              |                        |      |

В рамках проєкту планується встановлення меморіалу міським головам Дніпропетровська різних часів.

#### Коріння міста
18 серпня 2007 в рамках проєкту "Коріння міста" на Набережній Заводській було встановлення пам’ятного знаку „Новий Кодак”

#### Дніпропетровськ — космічна столиця
Дніпропетровськ гідно пишається іменами М. Янгеля, О. Макарова, С. Корольова. Завдяки їхнім розробкам та науково-виробничим колективам у жорстко поляризованому  ХХ столітті тривалий час зберігався паритет двох різних ідеологічних систем – СРСР та США, і, таким чином, вдалося уникнути третьої світової війни.
Ім’я Дніпропетровська навіки пов’язане з діяльністю таких підприємств як КБ «Південне», завод «Південмаш», НІЇТМ, НДІ «Орбіта», де, по суті створювався ракетно-ядерний щит СРСР.
Історія космічної галузі, безумовно, важлива сторінка не лише в новітній історії міста, а і в історії держави.

#### Видатні люди Дніпропетровська
Інститут Україніки збирає енциклопедичні данні про видатних людей міста Дніпропетровськ

### Села України
Україна - аграрна держава, її формування проходило під впливом процесів, які відбувалися у селах. З переходом до індустріального суспільства в Україні роль міст значно зростає. Але на нашу думку село зостається осередком збереження   національної традиції,  шанування родини та зв’язок поколінь, яке має великий вплив на формування українського менталітету.

### Проєкт Пошук
Інститут у межах проєкту «Пошук» веде дослідження, які охоплюють проблему зародження цивілізації у Придніпров’ї, а також  розвитку подій у Надпоріжжі – місцевості, де розташований сучасний Дніпропетровськ, та пошук древніх історичних пам’яток.

### Документальне кіно
Створення відеофільмів про визначні події та особистості в історії і культурі України - головна мета цього проєкту.

### Опір в  Україні
Дослідження повстань та  опору  в Україні є головним  завданням цього проєкту. Це явище має неоднозначний  характер та походження. Навіть у формах його реалізації  є багато  того, що суперечить етнічним характеристикам українців.ХХ ст.

### Кладовища України
Важко, мабуть, знайти більш давню проблему в історії людства ніж споконвічне «Бути чи не бути». Зрозуміло, що межа між життям і смертю дуже мінлива, але ідучи із життя, людина не зникає безслідно.